# Nahom Zerai
Nahom Zerai, né le 13 septembre 2002, est un coureur cycliste érythréen.
En 2023, il est vice-champion d'Afrique en contre-la-montre par équipes.

## Palmarès

### Par année
- 2019
  - 3e du championnat d'Érythrée du contre-la-montre juniors
- 2021
  - 9e du Tour du Rwanda
- 2023
  -  Médaillé d'argent du championnat d'Afrique du contre-la-montre par équipes
  - 3e de Sulle Strade di Marco Pantani
- 2024
  -  Médaillé d'or du critérium élites aux Jeux africains
  -  Médaillé d'or du critérium espoirs aux Jeux africains
  -  Médaillé d'or du contre-la-montre par équipes aux Jeux africains
  - Piccola Sanremo
  - 2e de Zanè-Monte Cengio
  -  Médaillé de bronze de la course en ligne espoirs aux Jeux africains
  -  Médaillé de bronze du contre-la-montre par équipes mixtes aux Jeux africains
  - 3e du Grand Prix Santa Rita
  - 3e de Bassano-Monte Grappa
- 2025
  -  Champion d'Érythrée sur route
  - 6e étape du Tour du Rwanda
  - 5e étape du Tour du Japon

### Classements mondiaux
| Année                                 | 2021  | 2022 | 2023  |
| ------------------------------------- | ----- | ---- | ----- |
| Classement mondial                    | 1282e | nc   | 1663e |
| UCI Africa Tour                       | 58e   | nc   | nc    |
|                                       |       |      |       |
| Légende : nc = non classéSource : UCI |       |      |       |